# Liste des drapeaux des communes françaises
 (août 2022).
Si vous disposez d'ouvrages ou d'articles de référence ou si vous connaissez des sites web de qualité traitant du thème abordé ici, merci de compléter l'article en donnant les références utiles à sa vérifiabilité et en les liant à la section « Notes et références ».
Ceci est une liste des drapeaux des communes en France. Les drapeaux municipaux sont peu fréquemment utilisés en France, les communes privilégient les blasons.

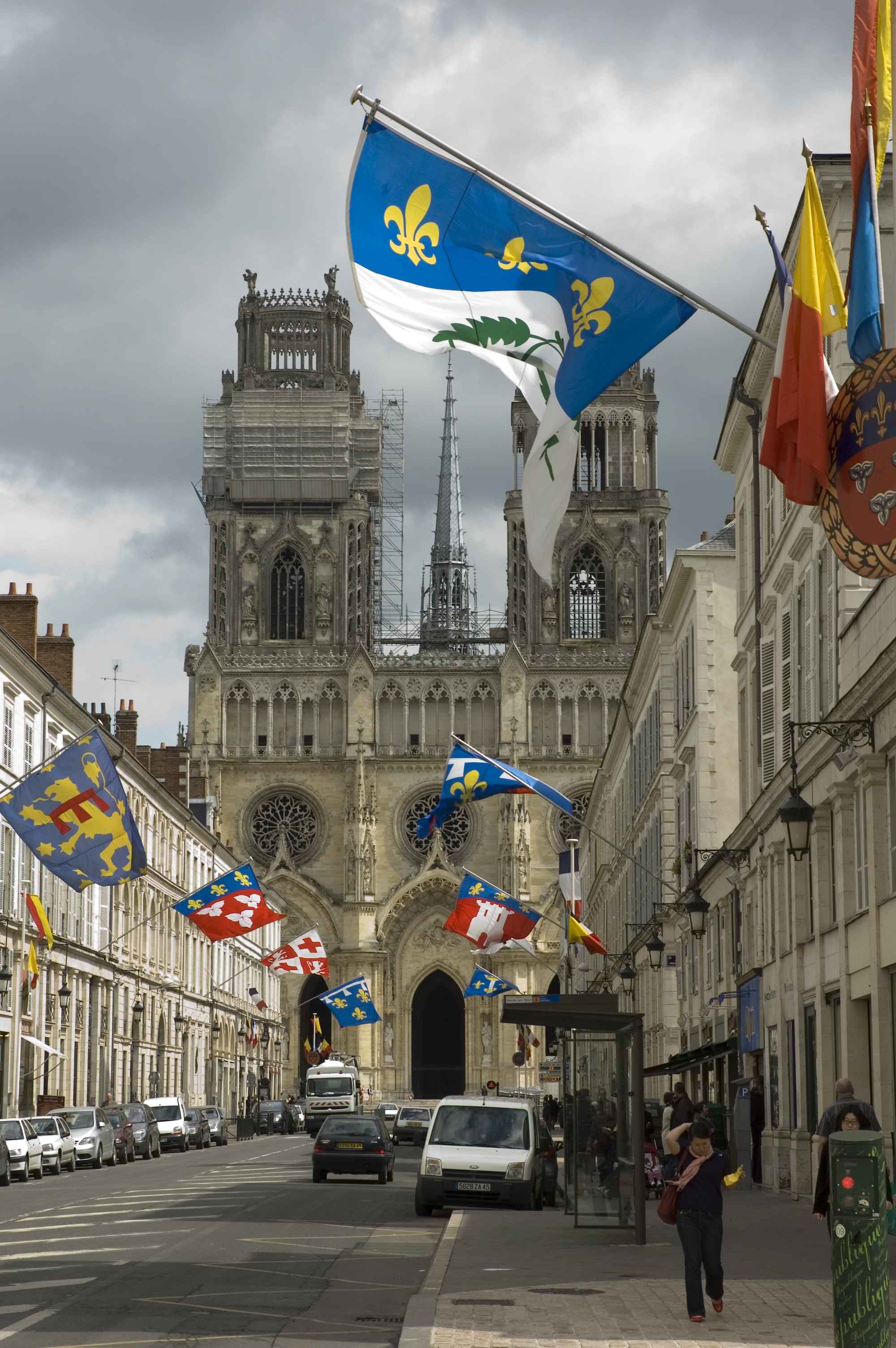
Rue Jeanne d'Arc (Orléans) où de nombreux drapeaux régionaux et municipaux sont accrochés

## Régions métropolitaines

### Auvergne-Rhône-Alpes

Annecy, Haute-Savoie
Annemasse, Haute-Savoie
Bourg-en-Bresse, Ain
Clermont-Ferrand, Puy-de-Dôme
Cluses, Haute-Savoie
Grenoble, Isère
Le-Puy-en-Velay, Haute-Loire
Lyon, Rhône
Montluçon, Allier
Saint-Étienne, Loire
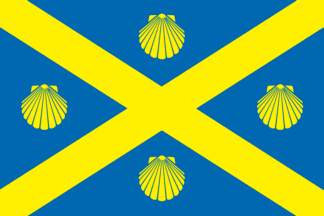
Versonnex, Ain
Polignac, Haute-Loire
Étrembières, Haute-Savoie
Montmélian, Savoie

### Bourgogne-Franche-Comté

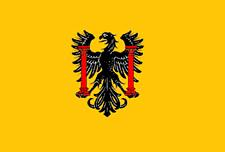
Besançon, Doubs
Dijon, Côte-d'Or
Arbois, Jura
Ornans, Doubs
Arc-sous-Cicon, Doubs

### Bretagne

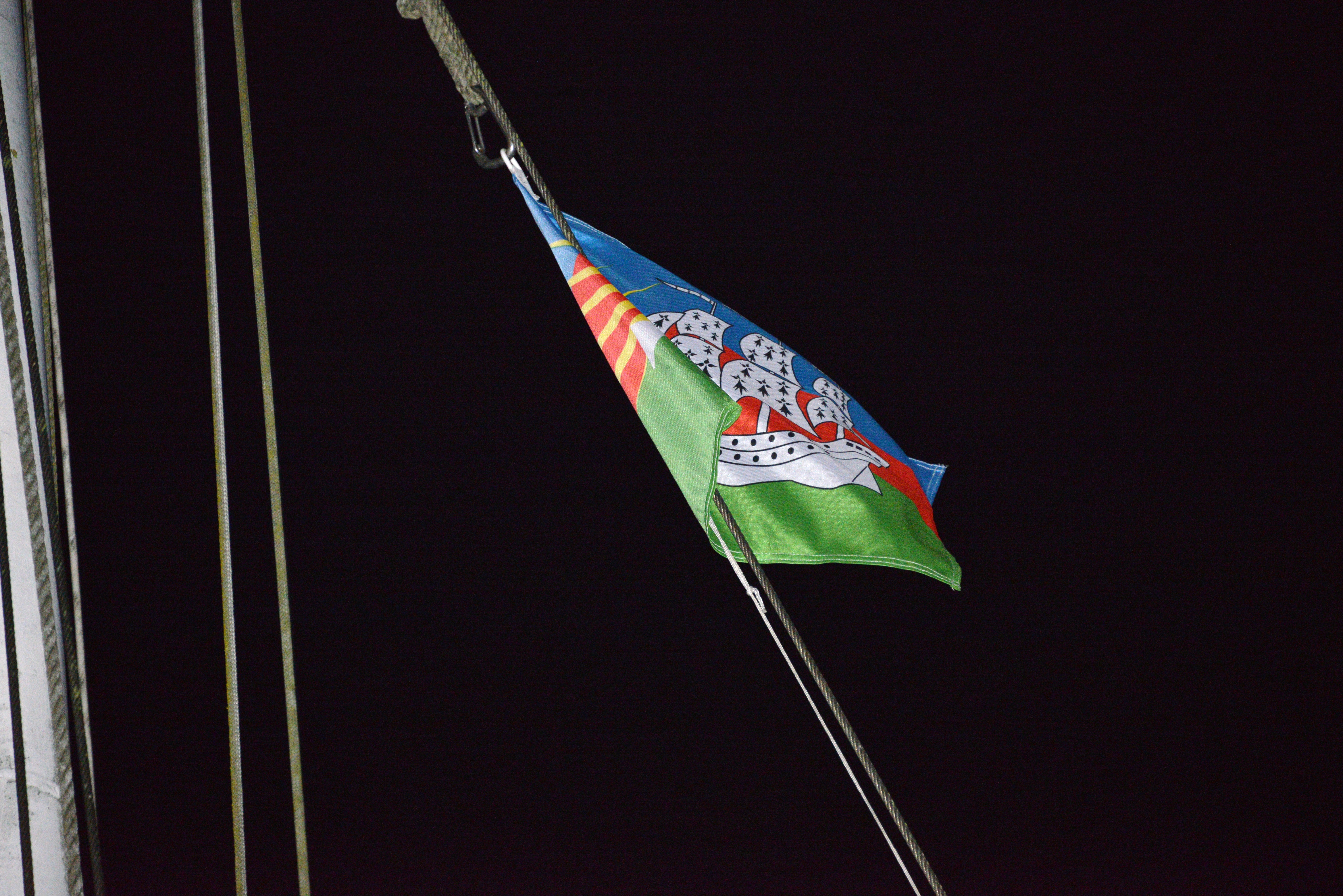
Drapeau de Lorient sur le voilier lHermine

Brest, Finistère
Cesson-Sévigné, Ille-et-Vilaine
Concarneau, Finistère
Dinan, Côtes-d'Armor
Dinard, Ille-et-Vilaine
Dol-de-Bretagne, Ille-et-Vilaine
Fougères, Ille-et-Vilaine
Guingamp, Côtes-d'Armor
Hillion, Côtes-d'Armor
Landerneau, Finistère
Landivisiau, Finistère
Lannion, Côtes-d'Armor
Le Juch, Finistère
Lorient, Morbihan
Plerin, Côtes-d'Armor
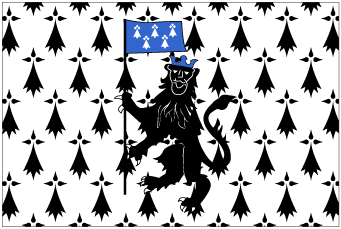
Ploërmel, Morbihan
Port-Louis, Morbihan
Rennes, Ille-et-Vilaine
Rostrenen, Côtes-d'Armor
Saint-Brieuc, Côtes-d'Armor
Saint-Malo, Ille-et-Vilaine
Vannes, Morbihan
Guerlesquin, Finistère
Saint-Pol-de-Léon, Finistère
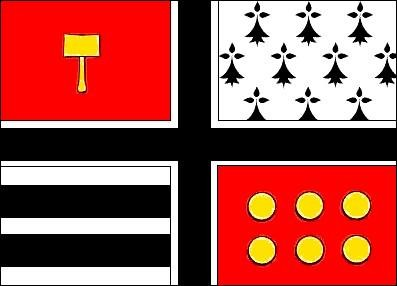
Ploeren, Morbihan
Bréhand, Côtes-d'Armor
Plédran, Côtes-d'Armor
Yffiniac, Côtes-d'Armor
Ouessant, Finistère
Mordelles, Ille-et-Vilaine
Châteaugiron, Ille-et-Vilaine

### Centre-Val de Loire

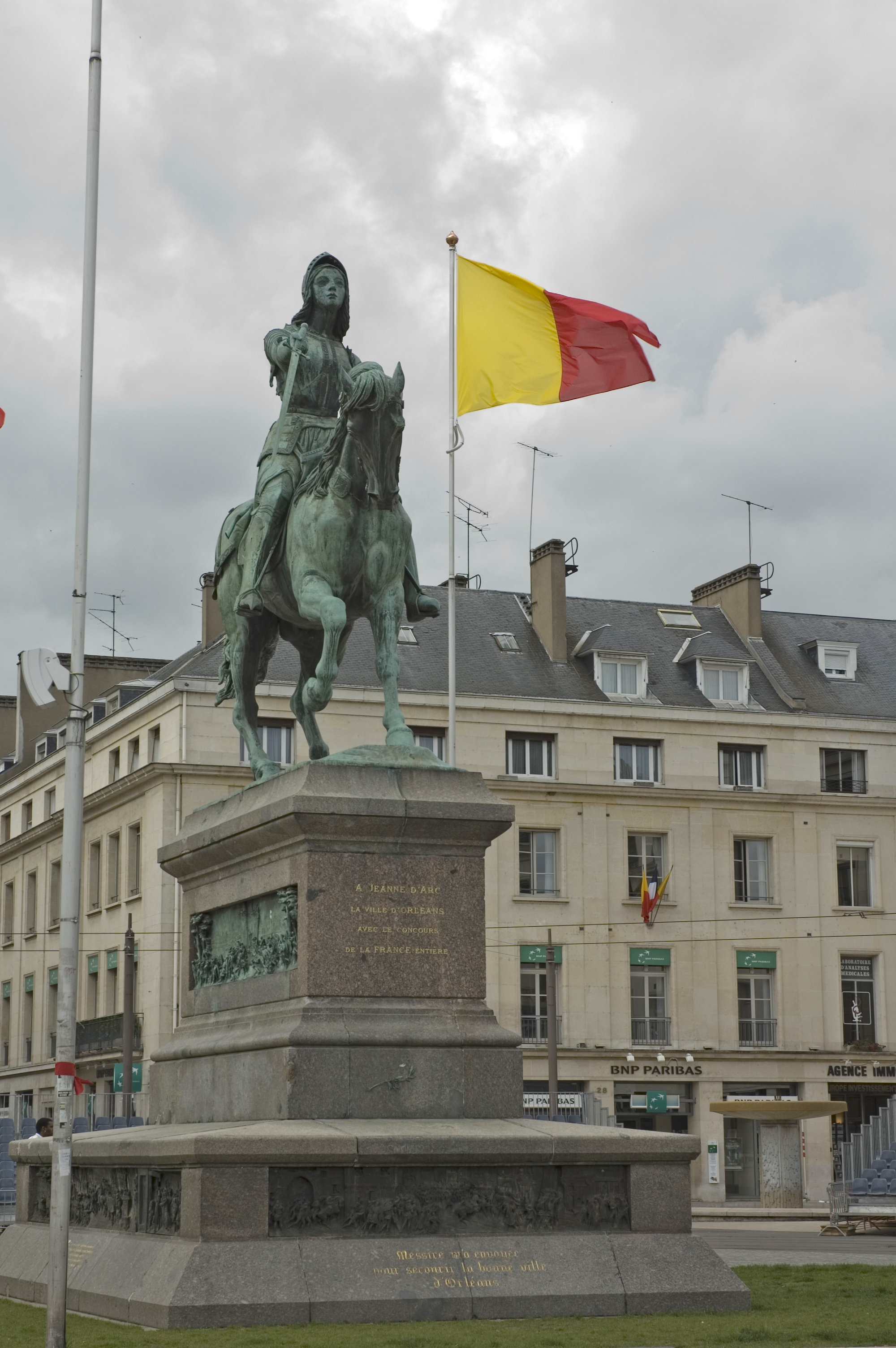
Statue de Jeanne d'Arc à Orléans

Bourges, Cher
Châteauroux, Indre
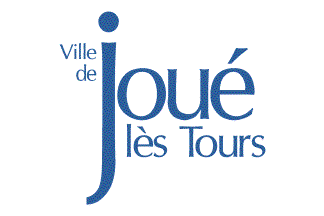
Joué-lès-Tours, Indre-et-Loire
Orléans, Loiret
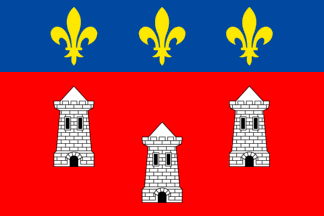
Tours, Indre-et-Loire

### Corse

Ajaccio, Corse-du-Sud
Bastia, Haute-Corse
Calvi, Haute-Corse
Cargèse, Corse-du-Sud

### Grand Est

Charleville-Mézières, Ardennes
Metz, Moselle
Mulhouse, Haut-Rhin
Reims, Marne
Strasbourg, Bas-Rhin
Toul, Meurthe-et-Moselle
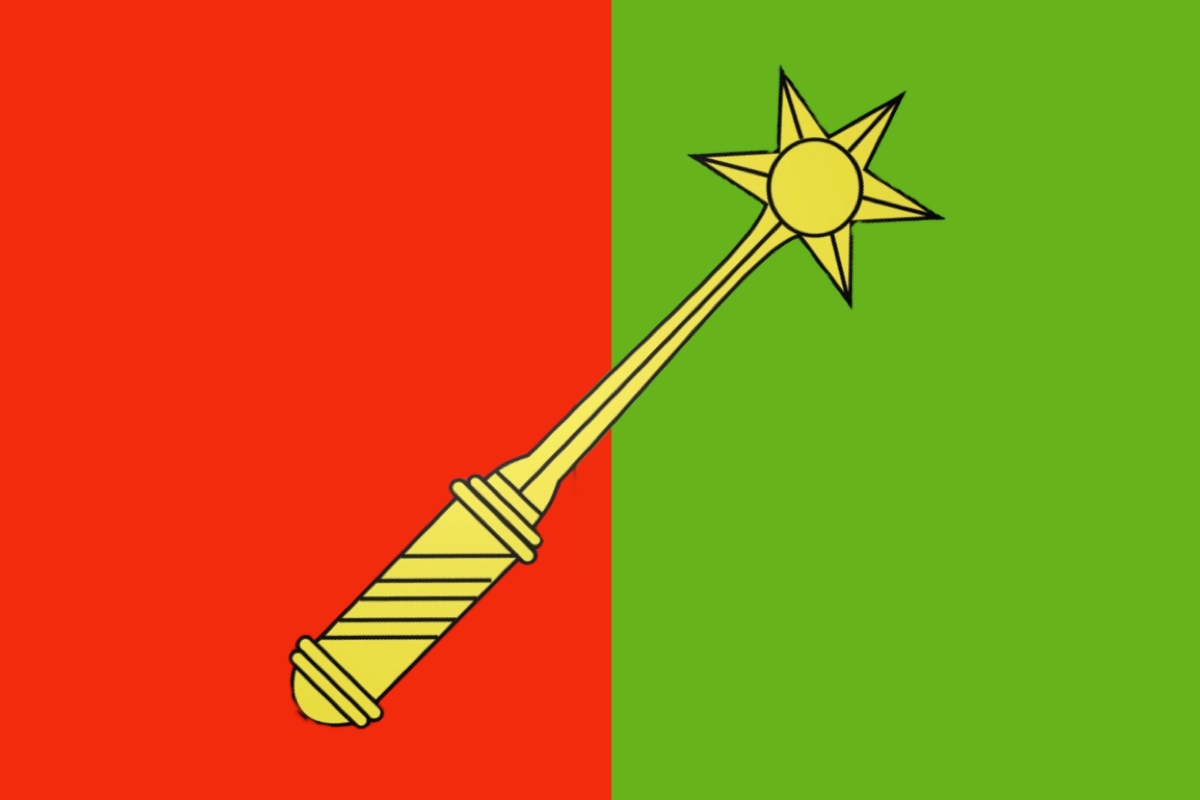
Colmar, Haut-Rhin

### Hauts-de-France

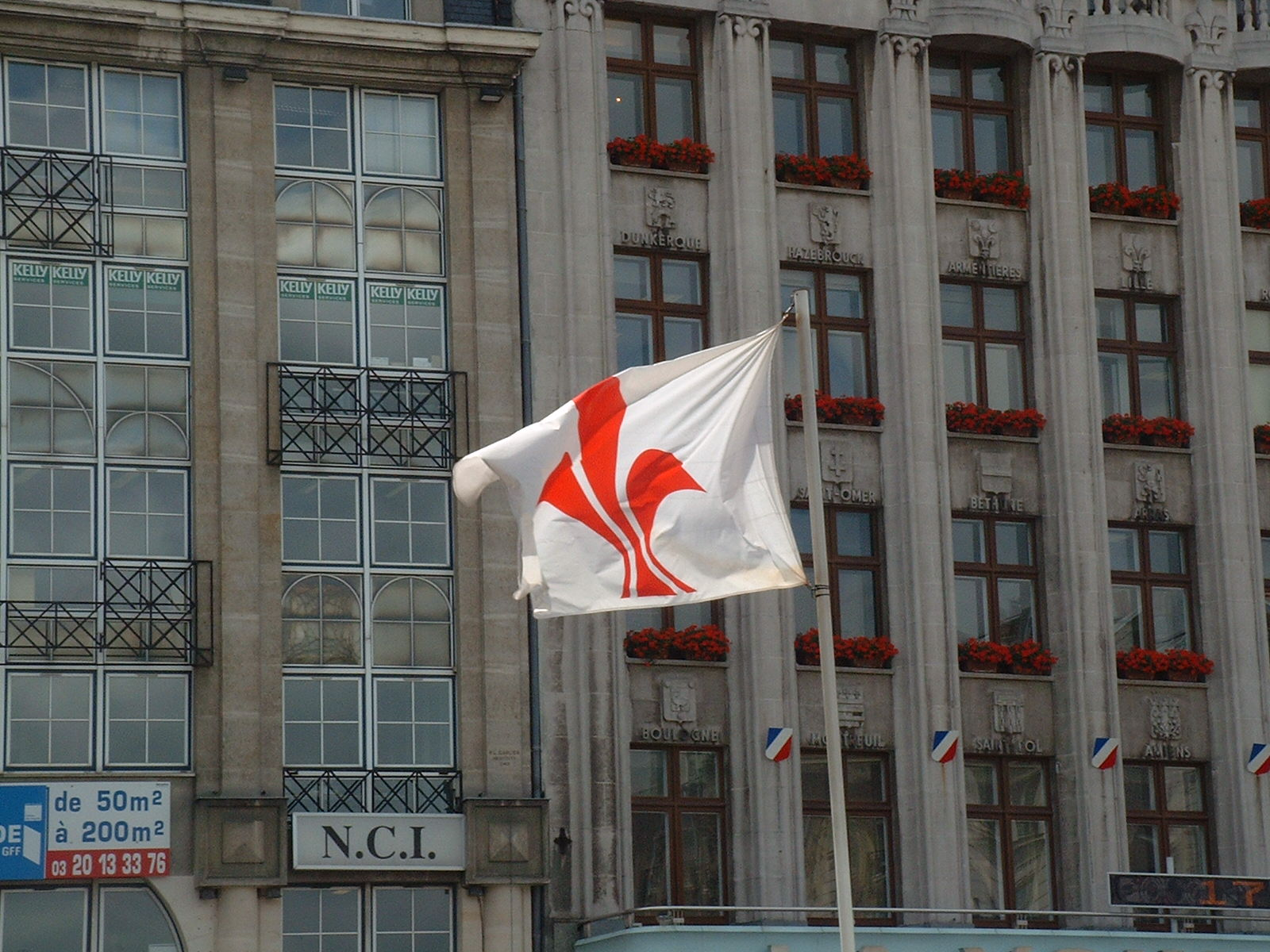
Ancien drapeau de Lille, pris en 2007

Avesnes-sur-Helpe, Nord
Boulogne-sur-Mer, Pas-de-Calais
Calais, Pas-de-Calais
Cambrai, Nord
Dunkerque, Nord
Mardyck, Nord
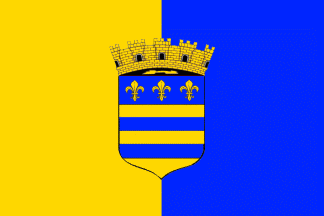
Montreuil, Pas-de-Calais
Senlis, Oise
Tourcoing, Nord
Lens, Pas-de-Calais
Malo-les-Bains, Nord
Petite-Synthe, Nord
Rosendaël, Nord
Saint-Pol-sur-Mer, Nord
Fort-Mardyck, Nord
Bray-Dunes, Nord

### Île-de-France

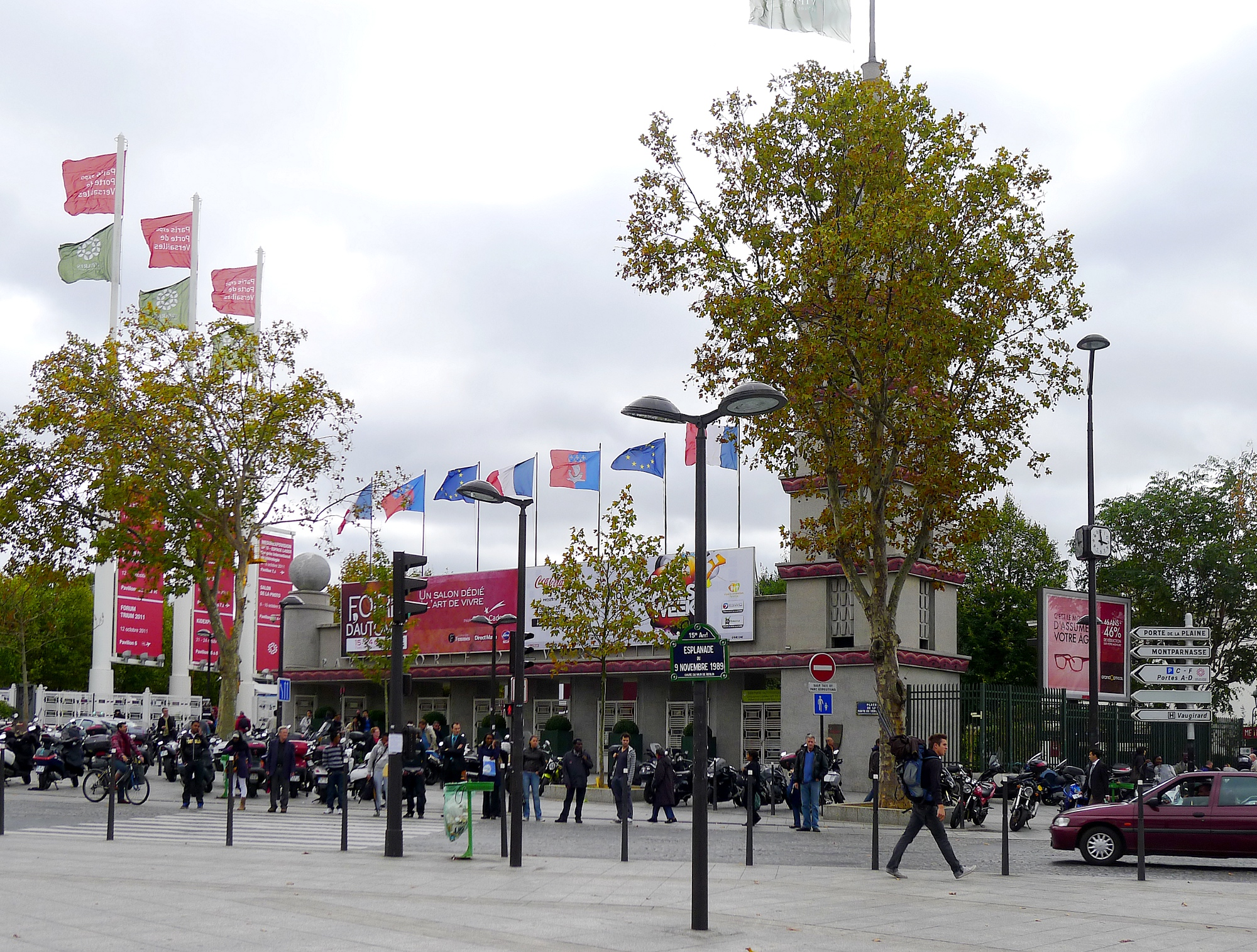
Drapeau de Paris utilisé au parc des expositions de la porte de Versailles

Paris
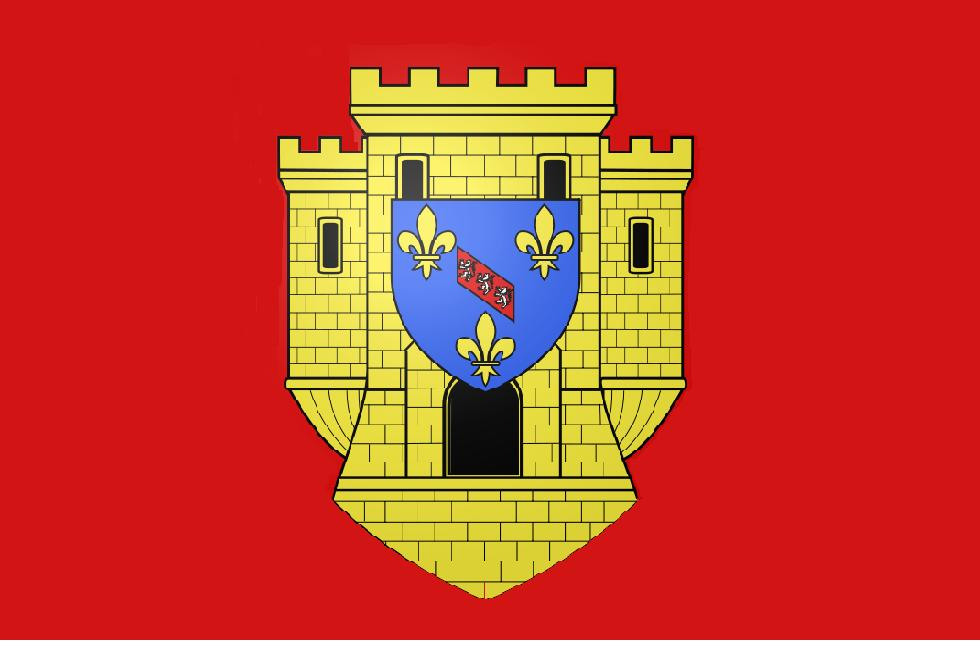
Étampes, Essonne
Vincennes, Val-de-Marne
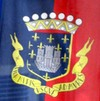
Melun, Seine-et-Marne

### Normandie

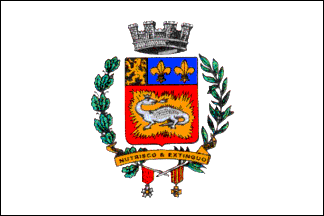
Le Havre, Seine-Maritime
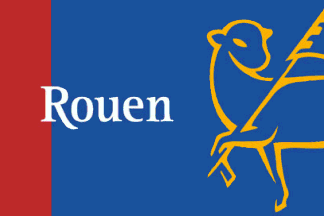
Rouen, Seine-Maritime
Falaise, Calvados

### Nouvelle-Aquitaine

Agen, Lot-et-Garonne
Arcachon, Gironde

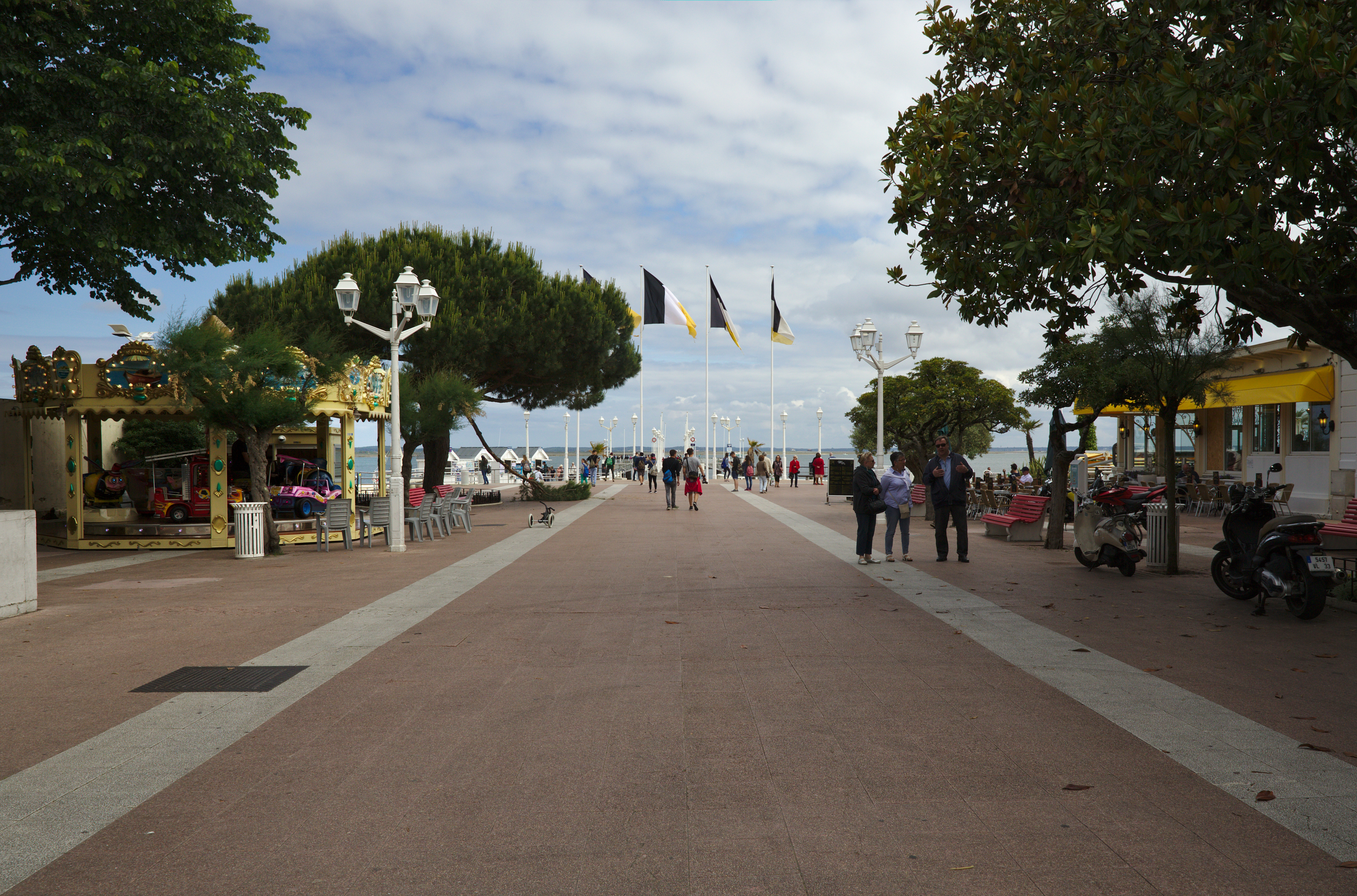
Drapeau d'Arcachon à la Jetée Thiers

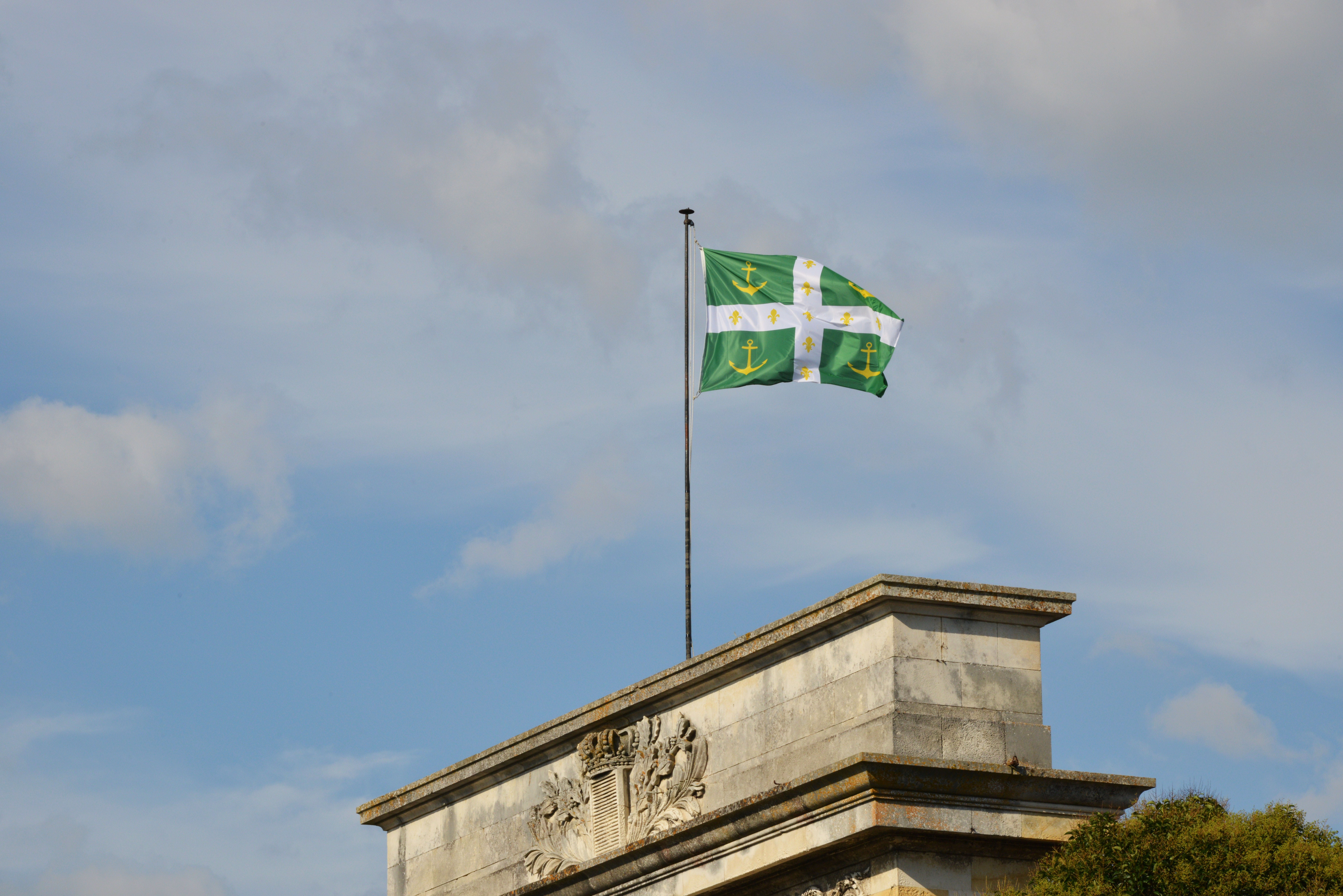
Drapeau de Rochefort à la Porte du Soleil

Bayonne, Pyrénées-Atlantiques
Biarritz, Pyrénées-Atlantiques
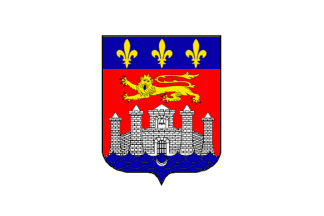
Bordeaux, Gironde
Châtelaillon-Plage, Charente-Maritime
Gujan-Mestras, Gironde
Langon, Gironde
Rochefort, Charente-Maritime
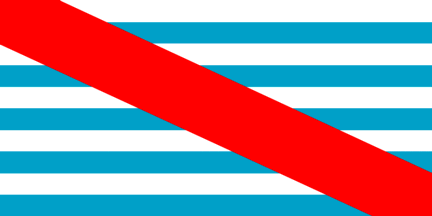
Gimel-les-Cascades, Corrèze

### Occitanie

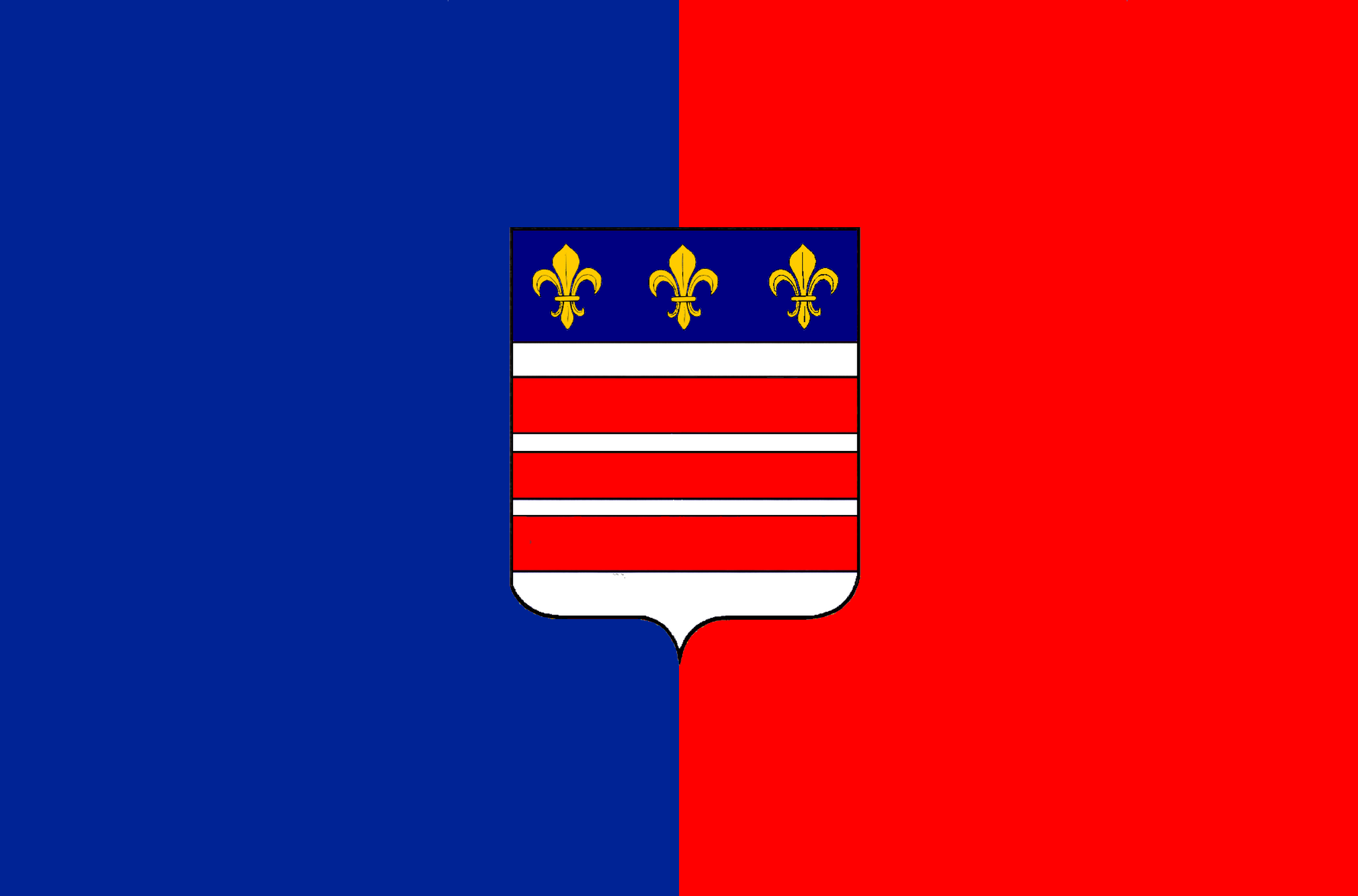
Béziers, Hérault
Cahors, Lot
Foix, Ariège
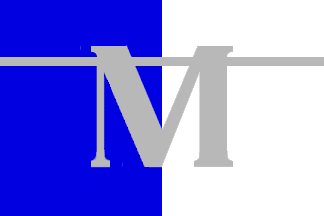
Montpellier, Hérault
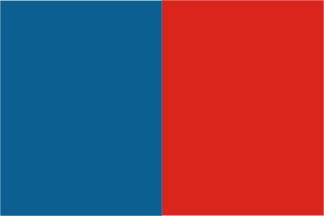
Narbonne, Aude
Toulouse, Haute-Garonne
Aiguefonde, Tarn

### Pays de la Loire

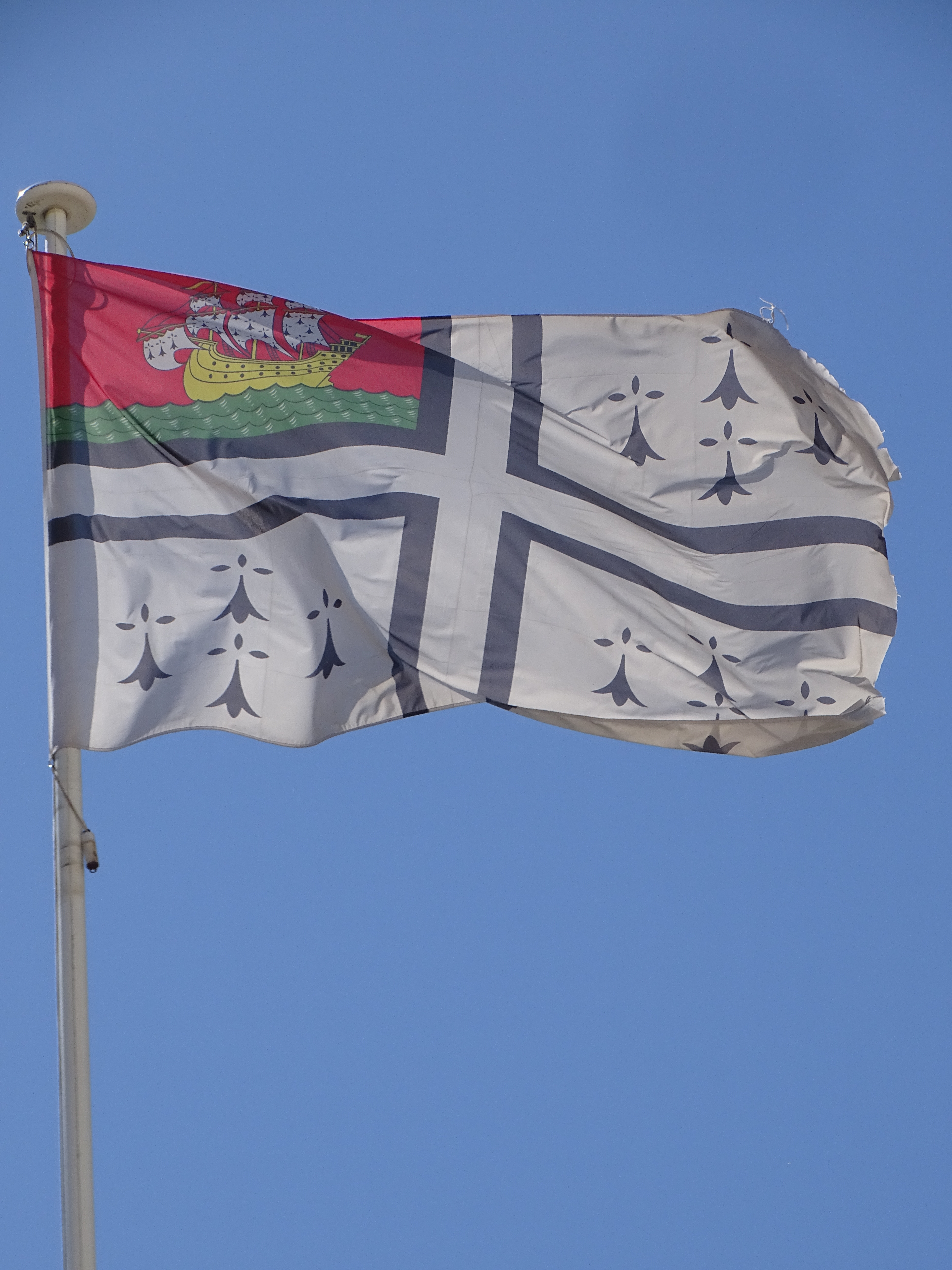
Drapeau de Nantes

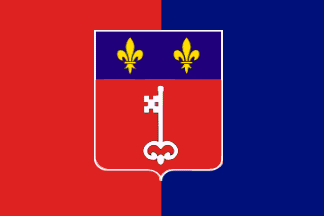
Angers, Maine-et-Loire
L'Île-d'Olonne, Vendée
Nantes, Loire-Atlantique
Rezé, Loire-Atlantique
Saint-Nazaire, Loire-Atlantique
Donges, Loire-Atlantique
Le Longeron, Maine-et-Loire

### Provence-Alpes-Côte d'Azur

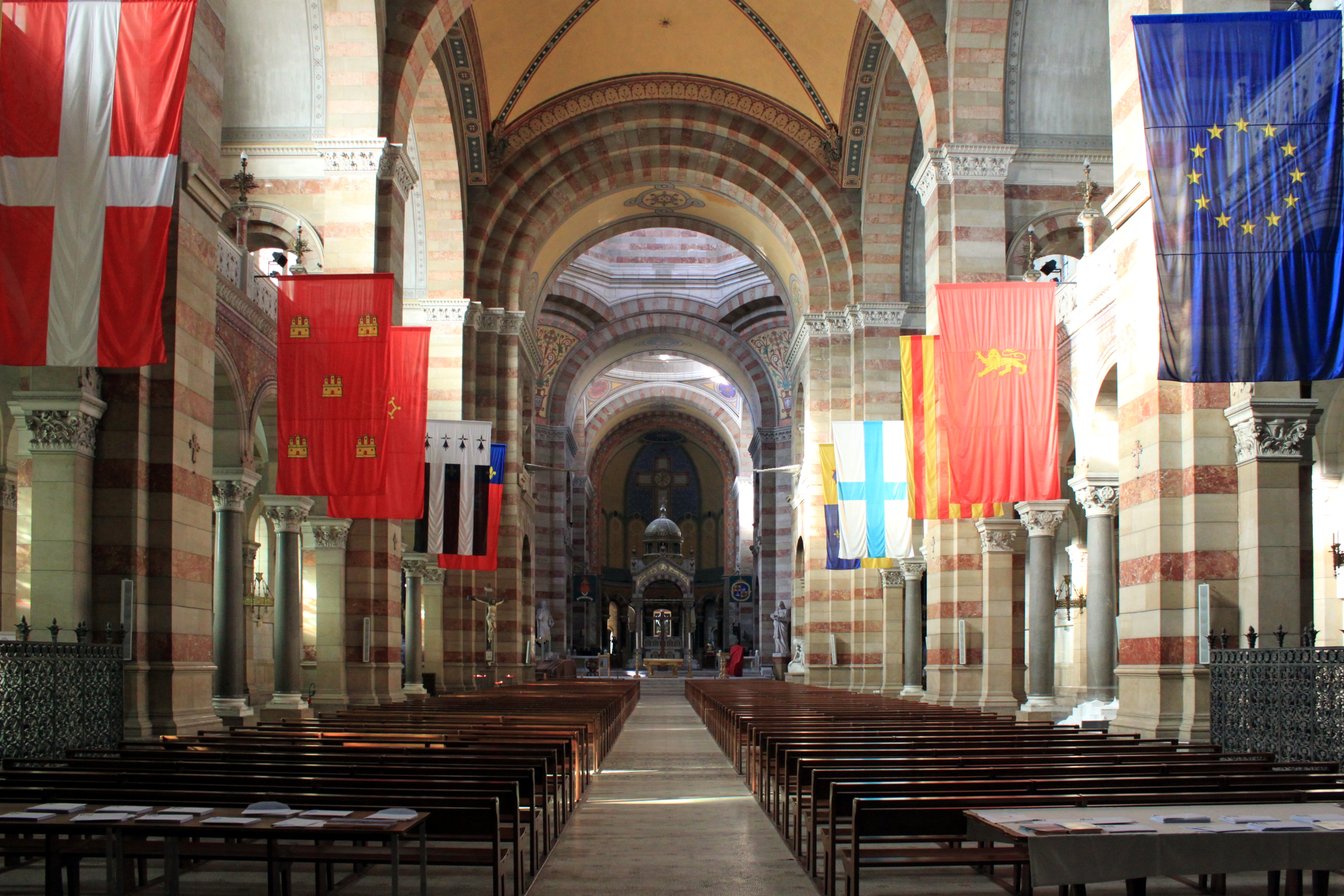
Drapeau de Marseille (à droite) dans la Cathédrale Sainte-Marie-Majeure

Arles, Bouches-du-Rhône
Aix-en-Provence, Bouches-du-Rhône
Cagnes-sur-Mer, Alpes-Maritimes
Cannes, Alpes-Maritimes
Fréjus, Var
Marseille, Bouches-du-Rhône
Nice, Alpes-Maritimes
Saint-Tropez, Provence-Alpes-Côte d'Azur
Toulon, Var
Nice, Alpes-Maritimes
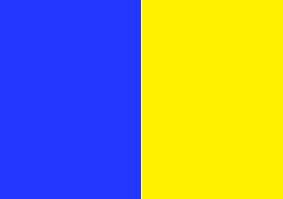
Saint-Raphaël, Var
Antibes, Alpes-Maritimes
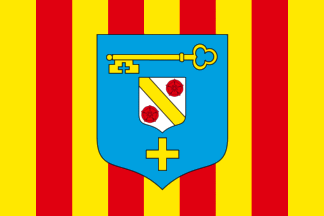
Vedène, Vaucluse

## Outre-mer

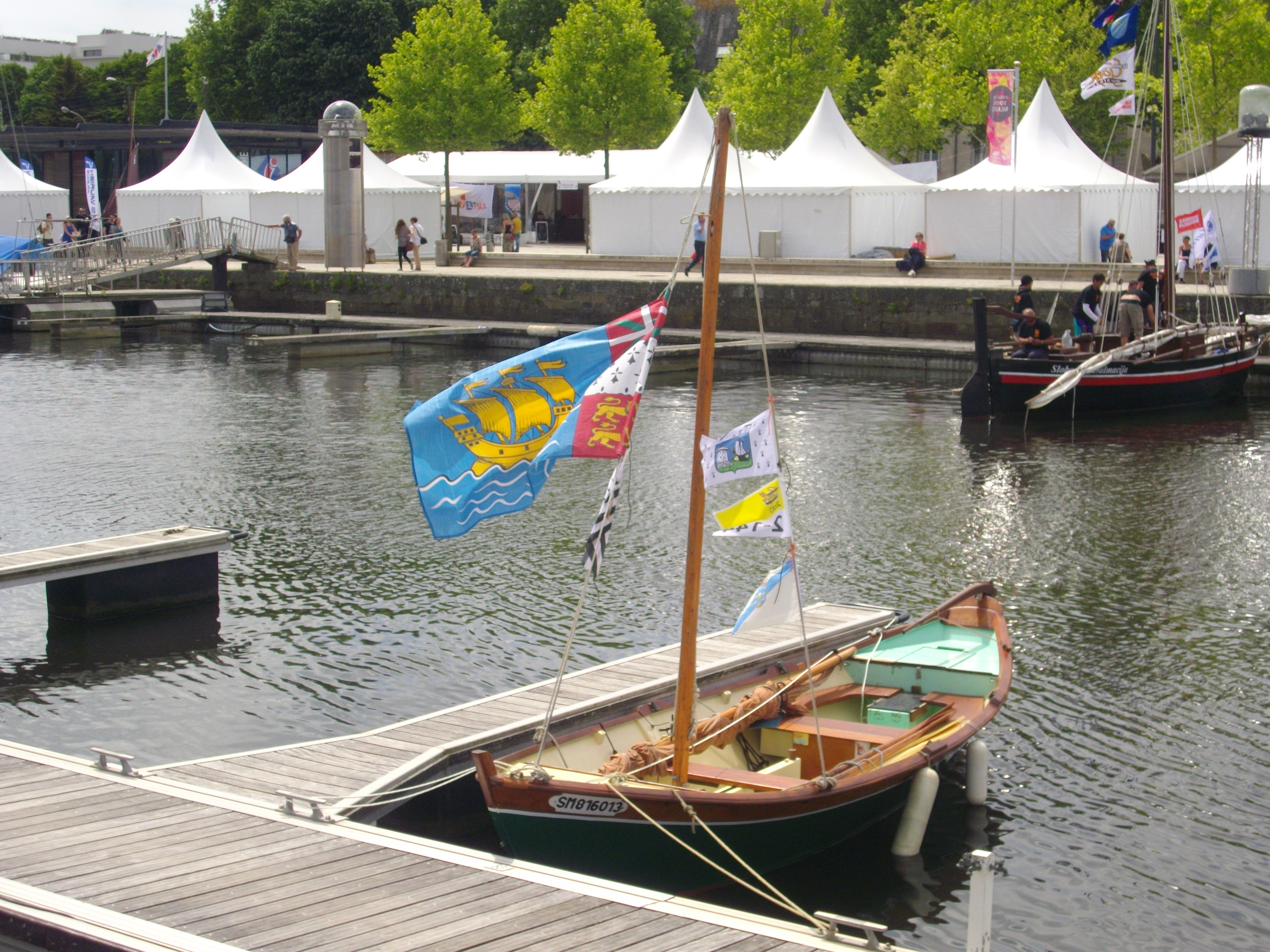
Drapeau de Saint-Pierre-et-Miquelon à Vannes

Cayenne, Guyane
Miquelon-Langlade, Saint-Pierre-et-Miquelon
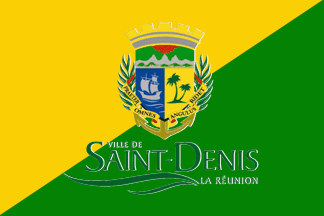
Saint-Denis, La Réunion
Saint-Pierre, Saint-Pierre-et-Miquelon